# Lindsey Hochman
Lindsey Hochman (2 de junio de 1984) es una deportista estadounidense que compitió en remo. Ganó dos medallas de bronce en el Campeonato Mundial de Remo, en los años 2009 y 2011, en la prueba de cuatro scull ligero.

## Palmarés internacional
| Campeonato Mundial | Campeonato Mundial | Campeonato Mundial | Campeonato Mundial  |
| Año                | Lugar              | Medalla            | Prueba              |
| ------------------ | ------------------ | ------------------ | ------------------- |
| 2009               | Poznań (Polonia)   | Medalla de bronce  | Cuatro scull ligero |
| 2011               | Bled (Eslovenia)   | Medalla de bronce  | Cuatro scull ligero |